# Naganami (destroyer)
Le Naganami (長波) était un destroyer de classe Yūgumo en service dans la Marine impériale japonaise pendant la Seconde Guerre mondiale.

## Historique
Au cours de la bataille de Tassafaronga le 30 novembre 1942, le Naganami mène une opération de transport de troupes d'approvisionnement à Guadalcanal, engageant une Task Force de croiseurs-destroyers.
Le 23 octobre 1944, lors de la bataille du golfe de Leyte, le Naganami escorte la Force d'Attaque de Diversion no 1 (“Force Centrale”) de l'amiral Takeo Kurita. Pendant cette période, secourut des survivants du croiseur Maya, les transférant plus tard sur le cuirassé Musashi. Il escorta le croiseur endommagé Takao à Brunei.
Le 10 novembre 1944, le Naganami se joignit à l'escorte du convoi de troupe TA no 3 qui fut plus tard attaqué par les américains, donnant lieu à la bataille de la baie d'Ormoc. Le destroyer fut coulé par des avions de la Task Force 38 le 11 novembre dans la baie d'Ormoc, à l'ouest de Leyte, à la position géographique 10° 50′ N, 124° 35′ E. Le navire se brisa en deux après une explosion au milieu du navire. Lors de l'affrontement, son sister-ship Hamanami, les destroyers Wakatsuki et Shimakaze ainsi que trois transports furent également coulés.

### Découverte de l'épave
Début janvier 2018, le navire océanographique de Paul Allen RV Petrel a identifié le destroyer Naganami en même temps que les destroyers Shimakaze et Wakatsuki attaqués lors de la bataille de la baie d'Ormoc.